# Acinetobacter baumannii
Acinetobacter baumannii é uma espécie de bactéria aeróbia Gram-negativa, com distribuição cosmopolita no solo, onde desempenha um importante papel na decomposição de compostos aromáticos. Apesar de ser a segunda bactéria não-fermentadora mais frequentemente isolada em humanos, apresenta elevada patogenicidade, com estirpes resistentes à maioria dos antibióticos. Provoca infecções oportunistas, afectando mais frequentemente as vias respiratórias e o tracto urinário, podendo causar pneumonias severas e infecções urinárias (ITU) de difícil controlo. Como resultado da sua resistência à desinfecção e aos fármacos e longo tempo de permanência activa em superfícies secas e na pele saudável, estima-se que infecte anualmente dezenas de milhar de pacientes em ambiente hospitalar, sendo uma das infecções hospitalares mais comuns. As estirpes resistentes a múltiplos antibióticos, e por extensão as suas infecções, são em geral referidas pela sigla MDRAB (do inglês: Multidrug-resistant Acinetobacter baumannii ou MDRAB).

## Biologia e ecologia
Durante a fase de crescimento, a bactéria é um bacilo, com bastonetes com até 2,5 μm de comprimento. Durante a fase estacionária do crescimento bacteriano, as células tornam-se mais curtas e arredondadas, assemelhando-se a pequenos cocos ao encolher para cerca de metade do seu tamanho inicial. As bactérias encontram-se em geral em pares ou em grupos densos de células interligadas.
Apesar das espécies incluídas no género Acinetobacter não possuem flagelos, o que está na base da etimologia do nome genérico, um neologismo derivado da palavra grega acineto que significa "sem movimento", A. baumannii exibe motilidade limitada, deslocando-se por efeito da deformação cíclica da sua parede celular, contorcendo-se numa variante microscópica do processo utilizado pelas lesmas.
A. baumannii é uma bactéria gram-negativa, não fermentadora, sendo que um dos testes bioquímicos utilizados para a distinguir de outros microorganismos patogénicos é o determinar a ausência de oxidase, já que a espécie é oxidase-negativa.  Atua produzindo  lactonas secretoras de N-acil-homoserina (AHLs) que  medeiam o quorum sensing (QS) em bactérias.
Acinetobacter baumannii é o patógeno humano mais relevante do género Acinetobacter. A maioria dos isolatos são multi-resistentes a antibióticos, contendo no seu genoma pequenas sequências isoladas ("ilhas") de DNA transmitidas geneticamente de outros organismos, bem como outros materiais citológicos e genéticos de proveniência exógena (isto é provenientes de outras espécies de microorganismos). A presença de materiais genéticos e citológicos exógenos leva a uma maior virulência.
A espécie é um decompositor com distribuição cosmopolita que faz parte da composição normal da generalidade dos solos. Como as restantes espécies do género Acinetobacter, exerce um papel importante na decomposição de matérias ricas em compostos aromáticos, integrando um dos níveis tróficos essenciais da microbiologia ambiental.
A espécie é resistente à secura, podendo sobreviver na forma arredondada (cocóide) típica da sua fase estacionária de crescimento, em que as células são reduzidas por exsicação a cerca de metade do seu volume na fase de crescimento, durante várias semanas mesmo em superfícies secas e sujeitas a radiação solar. Naquela forma, foi demonstrada a viabilidade da bactéria após períodos de até 5 meses em superfícies secas não perturbadas, dependendo o período de sobrevivência do teor de humidade relativa do ar ambiente. Foi também demonstrado que pode sobreviver durante várias semanas sobre pele humana saudável. Na forma cocóide também resiste à maioria dos desinfectantes oxidativos.

## Transmissão e prevalência
Muito comum em solos de todo o mundo, podendo sobreviver na pele humana ou superfícies secas durante períodos longos, a linhagem A. baumannii é a segunda bactéria não-fermentadora mais frequentemente isolada em seres humanos saudáveis. Contudo, com frequência exibe patogenicidade, afectando em geral indivíduos imunocomprometidos, sendo frequentemente isolada em infecções nosocomiais. Estirpes resistentes da espécie são especialmente prevalentes em unidades de tratamento intensivo, onde são comuns casos esporádicos de infecção, que nalguns casos mais virulentos podem assumir carácter epidémico. Dada a sua capacidade para infectar o aparelho respiratório humano, A. baumannii é causa frequente de pneumonia nosocomial, especialmente de pneumonia associada à ventilação mecânica. Pode ainda causar diversas outras infecções, incluindo infecções de pele, de feridas e bacteremia.
A forma mais comum de entrada de A. baumannii no corpo humano é através de feridas abertas, sendo que em ambiente hospitalar as vias mais comuns são os cateteres, as sondas nasogástricas e os tubos respiratórios utilizados na intubação endotraqueal de pacientes. Sendo um patógeno oportunista, em geral infecta apenas indivíduos com sistema imunitário comprometido, como os feridos com gravidade, os idosos, as crianças e os portadores de doenças que deprimem o sistema imunitário (como a SIDA).
A simples infestação não apresenta particulares riscos, já que a colonização não provoca morbidez em indivíduos que não estejam já doentes. Por essa razão, profissionais de saúde e visitantes portadores assintomáticos da bactéria podem promover inadvertidamente a sua disseminação, provocando a infestação de hospitais, centros de saúde e outras estruturas frequentadas por indivíduos susceptíveis, o que faz da iatrogenia o mecanismo mais frequente de infecção.
O número de infecções infecções hospitalares causadas por A. baumannii aumentou nos anos mais recentes, seguindo uma tendência de aumento da incidência comum à maioria infecções causadas por patógenos nosocomiais, tais como MRSA, VRSA e VRE.
Foram muito frequentes as infecções por A. baumannii entre os militares norte-americanos feridos na Guerra do Iraque, o que levou a que a bactéria fosse frequentemente designada na imprensa norte-americana por Iraqibacter. Quando as primeiras infecções surgiram entre os militares feridos, em Abril de 2003, os relatórios iniciais atribuíam a infecção às características do solo iraquiano, mas estudos posteriores demonstraram a contaminação generalizada dos hospitais de campanha, aparentemente pela via da importação de pessoal e equipamento de hospitais europeus já previamente infestados, num caso típico de transmissão por fomite.

## Patogenicidade e controlo das infecções
A. baumannii, como típico patógeno oportunista, expressa uma miríade de factores que influenciam a sua patogenicidade em humanos. Entre esses factores está a capacidade da bactéria se fixar e de persistir agarrada a superfícies sólidas, a capacidade de extrair do meio circundante nutrientes essenciais (nomeadamente o ferro), a adesão às células epiteliais, e sua subsequente morte por apoptose, e a produção e secreção de enzimas e produtos tóxicos capazes de danificar os tecidos infectados. Contudo, conhece-se pouco sobre a natureza molecular e a bioquímica da maioria desses processos e factores, em particular sobre o papel de cada um deles na virulência e patogénese das infecções bacterianas graves.
Algumas estirpes de A. baumanniiexibem motilidade reduzida quando expostas a luz com comprimentos de onda na região do azul. Esta fotossensibilidade pode ter um papel importante na formação de biofilmes e influenciar outros factores determinantes da virulência.
As contaminação por estirpes multi-resistentes de A. baumannii são na actualidade um problema comum nos hospitais das regiões mais desenvolvidas do mundo, com destaque para a América do Norte e a Europa. Causam nos seres humanos uma ampla variedade de quadros infecciosos, razão pela qual a bactéria é considerada um importante agente patogénico afectando feridos, nomeadamente os feridos de guerra e vítimas de politraumatismo, nos quais provoca infecções graves, frequentemente fatais, entre as quais a fasciite necrosante.
Também a bacteremia resultante de infecção nosocomial por A. baumannii pode ser a causa de severas complicações clínicas, estando associada a uma elevada taxa de mortalidade.
A primeira linha de tratamento é em geral a aplicação de um antibiótico beta-lactâmico do grupo dos carbapenem, nomeadamente imipenem, embora a resistência a esse grupo de antibióticos seja cada vez mais comum. Outras opções de tratamento incluem ministrar polimixinas, tigeciclina ou aminoglicosídeos.
O cumprimento de medidas estritas de controlo de infecções, como a monitorização da lavagem de mãos, pode baixar substancialmente as taxas de infecção hospitalas.
As infecções por MDRAB são difíceis de controlar e o seu tratamento é dispendioso, podendo agravar substancialmente os custos de exploração das unidades de saúde contaminadas e fazer crescer significativamente as taxas de morbilidade e mortalidade entre os pacientes atendidos nas suas instalações.
Existem em fase de desenvolvimento algumas novas aproximações clínicas ao controlo de infecções por MDRAB, entre elas a utilização de um bacteriófago específico deste tipo de bactéria.
Em 2012, foram publicados relatórios indicando que investigadores da Universidade de Alberta (Canadá) teriam encontrado uma estratégia eficaz de combate às infecções por MDRAB.